# بمب‌گذاری دلو ۱۳۹۴ کابل
در ۱ فوریه ۲۰۱۶ (۱۲ دلو ۱۳۹۴) در کابل، یک بمب‌گذار انتحاری درحالی که در صف ورودی مرکز فرماندهی پولیس نظم عامه افغان در کابل ایستاده بود خود را منفجر کرد. انفجار به کشته‌شدن دست‌کم ۲۰ تن و مجروح شدن ۲۹ تن دیگر انجامید. طالبان مسئولیت حمله را برعهده گرفتند.